# Zalug
Zalug falu Horvátországban Krapina-Zagorje megyében. Közigazgatásilag Hum na Sutlihoz tartozik.

## Fekvése
Krapinától 18 km-re északnyugatra, községközpontjától 4 km-re délnyugatra a Szutla partján a szlovén határ mellett  fekszik.

## Története
A településnek 1857-ben 157, 1910-ben 214 lakosa volt. Trianonig Varasd vármegye Pregradai járásához tartozott. 2001-ben 112 lakosa volt.

## Híres emberek
Itt született 1881. október 6-án Ljudevit Jurak patológus, egyetemi tanár.

## Külső hivatkozások
Hum na Sutli község hivatalos oldala